# Voutezac
 Voutezac  (en occitano Voltesac) es una comuna y población de Francia, en la región de Lemosín, departamento de Corrèze, en el distrito de Brive-la-Gaillarde y cantón de Juillac.
Su población en el censo de 2008 era de 1219 habitantes, la mayor del cantón.
No está integrada en ninguna Communauté de communes.

## Demografía
| 1256 | 1197 | 1071 | 1053 | 1026 | 1142 | 1219 |
| Para los censos de 1962 a 1999 la población legal corresponde a la población sin duplicidades (Fuente: INSEE [Consultar]) |      |      |      |      |      |      |